# Hypotacha bubo
Hypotacha bubo is een vlinder uit de familie spinneruilen (Erebidae). De wetenschappelijke naam is voor het eerst geldig gepubliceerd in 1941 door Berio.
De soort komt voor in tropisch Afrika.